# Saint-Maurice-en-Valgodemard
 Saint-Maurice-en-Valgodemard  es una población y comuna francesa, situada en la región de Provenza-Alpes-Costa Azul, departamento de Altos Alpes, en el distrito de Gap y cantón de Saint-Firmin.

## Demografía
| 184 | 158 | 141 | 117 | 143 | 150 |
| Para los censos de 1962 a 1999 la población legal corresponde a la población sin duplicidades (Fuente: INSEE [Consultar]) |     |     |     |     |     |